# 娜塔莉·瑪汀納絲
娜塔莉·瑪汀納絲（英語：Natalie Martinez，1984年7月12日—），美國女演員和模特兒。知名作品如電影《絕命尬車》（2008年）、《火線赤子情》（2012年）以及電視劇《CSI犯罪現場：紐約》（2012年至2013年）、《搏擊王國》（2015年至2017年）和《I島》（2019年）。

## 早期生活
娜塔莉·瑪汀納絲出生於佛罗里达州迈阿密，擁有純正古巴血統。2002年畢業於聖布倫丹高中。

## 外部連結
- 娜塔莉·瑪汀納絲在互联网电影资料库（IMDb）上的資料（英文）